# Traité de Tien-Tsin (1885)
Pour les articles homonymes, voir Traité de Tien-Tsin.

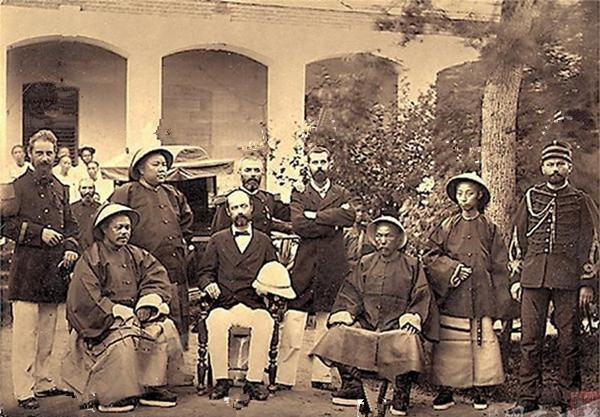
Li Hongzhang et Jules Patenotre après la signature du traité Li-Patenotre, également connu sous le nom de traité de Tien-Tsin (1885).

Le Traité de Tien-Tsin, orthographié Tianjin en pinyin, également appelé le Traité de Paix, d'amitié et de commerce entre la Chine et la France, signé le 9 juin 1885 à Tianjin, entre la Troisième République française (1870-1940) et l'Empire chinois de la Dynastie Qing (1644-1911) met officiellement fin à la guerre franco-chinoise. Le traité en dix articles reprend avec plus de détails le premier accord de Tien-Tsin, signé entre la France et la Chine le 11 mai 1884. Selon l'article 2, la Chine reconnaît le protectorat français sur l'Annam et le Tonkin établis par le traité de Hué en juin 1884, et abandonne explicitement ses propres prétentions de suzeraineté sur le Viêt Nam. Le traité formalise ainsi la victoire de la France dans la guerre franco-chinoise. Il fait partie des traités inégaux que différentes puissances coloniales occidentales imposèrent à la Chine, à la Corée, au Japon de l'époque d'Edo et aux pays d'Indochine, puis que le Japon de l'ère Meiji imposa à son tour à ses voisins.